# (236784) Livorno
(236784) Livorno est un astéroïde de la ceinture principale.

## Description
(236784) Livorno est un astéroïde de la ceinture principale. Il fut découvert le 12 août 2007 à San Marcello Pistoiese par Luciano Tesi et Michele Mazzucato. Il présente une orbite caractérisée par un demi-grand axe de 2,54 UA, une excentricité de 0,11 et une inclinaison de 4,3° par rapport à l'écliptique.

## Compléments